# Intel-300-Serie
Die Intel-300-Serie ist eine Serie von Mainboard-Chipsätzen der Firma Intel und Nachfolger der Intel-200-Serie. Die Chipsatzserie trägt den Codenamen „Cannon Point“. Die Chips unterstützen Prozessoren der Coffee Lake-Generation, nicht aber die vorherigen Prozessoren der Skylake- oder der Kabylake-Generation, da der zugehörige Sockel zwar offiziell gleichlautend als LGA 1151 bezeichnet wird und auch mechanisch identisch mit dem Vorgänger ist, aber eine andere Pinbelegung aufweist.

## Modellübersicht

### Desktop
| Chipsatz | Revi- sion | Desktop- Markt- segment | offizieller Launch | System- Bus | PCIe-Lanes  | SATA-Ports | Intel RST | USB-Anschlüsse | USB-Anschlüsse | USB-Anschlüsse | TDP | sSpec- Num- mer |
| Chipsatz | Revi- sion | Desktop- Markt- segment | offizieller Launch | System- Bus | PCIe-Lanes  | 6 Gbit/s   | Intel RST | v3.2 Gen 1     | v3.2 Gen 2     | Gesamt         | TDP | sSpec- Num- mer |
| -------- | ---------- | ----------------------- | ------------------ | ----------- | ----------- | ---------- | --------- | -------------- | -------------- | -------------- | --- | --------------- |
| H310     | B0         | Low-End                 | 3. April 2018      | DMI 2.0     | 6 PCIe 2.0  | 4          | Nein      | bis zu 4       | Nein           | bis zu 10      | 6 W | SRCXY           |
| B360     | -          | Mainstream              | 3. April 2018      | DMI 3.0     | 12 PCIe 3.0 | 6          | bis zu 1  | bis zu 6       | bis zu 4       | bis zu 12      | 6 W | -               |
| B365     | A0         | Mainstream              | 14. Dez. 2018      | DMI 3.0     | 20 PCIe 3.0 | 6          | bis zu 2  | bis zu 8       | Nein           | bis zu 14      | 6 W | SREVJ           |
| H370     | -          | Mainstream              | 3. April 2018      | DMI 3.0     | 20 PCIe 3.0 | 6          | bis zu 2  | bis zu 8       | bis zu 4       | bis zu 14      | 6 W | -               |
| Q370     | B0         | Business                | Q2 2018            | DMI 3.0     | 24 PCIe 3.0 | 6          | bis zu 3  | bis zu 10      | bis zu 6       | bis zu 14      | 6 W | SR404           |
| Z370     | A0         | Performance             | 5. Okt. 2017       | DMI 3.0     | 24 PCIe 3.0 | 6          | bis zu 3  | bis zu 10      | Nein           | bis zu 14      | 6 W | SR3MD           |
| Z390     | -          | Performance             | 8. Okt. 2018       | DMI 3.0     | 24 PCIe 3.0 | 6          | bis zu 3  | bis zu 10      | bis zu 6       | bis zu 14      | 6 W | -               |

### Mobil
| Chipsatz | Revi- sion | Desktop- Markt- segment | offizieller Launch | System- Bus | PCIe-Lanes  | SATA-Ports | Intel RST | USB-Anschlüsse | USB-Anschlüsse | USB-Anschlüsse | TDP | sSpec- Num- mer |
| Chipsatz | Revi- sion | Desktop- Markt- segment | offizieller Launch | System- Bus | PCIe-Lanes  | 6 Gbit/s   | Intel RST | v3.1 Gen 1     | v3.1 Gen 2     | Gesamt         | TDP | sSpec- Num- mer |
| -------- | ---------- | ----------------------- | ------------------ | ----------- | ----------- | ---------- | --------- | -------------- | -------------- | -------------- | --- | --------------- |
| HM370    | B0         | Mainstream              | 3. April 2018      | DMI 3.0     | 16 PCIe 2.0 | 4          | bis zu 2  | bis zu 8       | bis zu 4       | bis zu 14      | 3 W | SR40B           |
| QM370    | B0         | Business                | 3. April 2018      | DMI 3.0     | 20 PCIe 3.0 | 4          | bis zu 2  | bis zu 10      | bis zu 6       | bis zu 14      | 3 W | SR40D           |